# Гомес, Диего Валентин
Дие́го Валенти́н Го́мес (исп. Diego Valentín Gómez; родился 26 июня 2003) — аргентинский футболист, центральный защитник клуба «Реал Бетис».

## Клубная карьера
Воспитанник футбольной академии клуба «Велес Сарсфилд», за который выступал с 2013 года. В марте 2021 года продлил свой контракт с клубом до 31 декабря 2023 года. 25 февраля 2022 года дебютировал в основном составе «Велеса» в матче против «Уракана». 12 июля 2022 года забил свой первый гол за клуб в матче против «Колона».

## Карьера в сборной
26 марта 2022 года дебютировал в составе сборной Аргентины до 20 лет.